# 庫斯胡魯山 (瓦斯塔區)
10°07′53″S 76°58′47″W / 10.13139°S 76.97972°W
庫斯胡魯山（Kushuru），是秘魯的山峰，位於該國北部安卡什大區，由博洛涅西省的瓦斯塔區負責管轄，屬於安地斯山脈的一部分，海拔高度4,800米。